# أل دوناهو
أل دوناهو (بالإنجليزية: Al Donahue)‏ هو عازف كمان وموسيقي أمريكي، ولد في 12 يونيو 1904 في دورشستر ‏ في الولايات المتحدة، وتوفي في 20 فبراير 1983.